# Outlawz
Gli Outlawz (noti anche come The Outlawz o Outlawz Immortalz) sono stati un gruppo gangsta rap statunitense, formatosi nel 1995 ad Essex County (New Jersey).

## Storia del gruppo

### Gli inizi e l'apice del successo
Nel 1995, i rapper Tupac Shakur e Yafeu "Yaki" Fula decisero di fondare la band.
Nacquerò gli Outlawz Immortalz. Il nome che aveva proposto Tupac inizialmente era Lil'Homies ma a Fatal, che aveva pressappoco la stessa età di Tupac, non piaceva essere conosciuto come un Lil'Homie, quindi egli propose il nome Outlaw Immortalz e Tupac accettò.
Al trio si aggiunsero ben presto i Dramacydal (il gruppo di Yafeu, che comprendeva Big Malcolm, Lil'Mutah e K-Dogg, cugino di Tupac) i quali avevano esordito nel 1992, apparendo nel singolo di Holla If Ya Hear Me di Tupac Shakur con la canzone Flex e che collaborarono con quest'ultimo anche in Me Against The World con la canzone che dà il titolo all'album e il pezzo Outlaw.
Anche Syke e Mopreme (fratellastro di Tupac Shakur) si unirono al gruppo mentre gli altri due membri del Thug Life (Macadonish e Rated R) non vollero farne parte per problemi legati alla Death Row Records del produttore discografico Suge Knight. Dopo aver battezzato il gruppo Outlaw Immortalz, divenuto poi semplicemente Outlawz, Tupac decise di dare degli alias dei nemici dell"[America] ad alcuni membri: lui era Makaveli Tha Don, Fatal fu Hussein Fatal, Yaki fu Yaki Kadafi, per Lil'Mutah Napoleon, per Malcolm E.D.I Amin, per K-Dogg Kastro, per Big Syke Mussolini e per Mopreme Mo' Komani.
Quando Tupac Shakur uscì di prigione, nell'ottobre del 1995, si diresse subito in California con gli Outlawz e incominciò ad All Eyez on Me, in questo compaiono in molte canzoni gli Outlawz, da ricordare "When We Ride" che diventa una vera e propria presentazione degli Immortalz al mondo, vi compaiono infatti tutti i membri del gruppo. Agli Outlawz si aggiunse Donna Storm Hunter (nota anche come "Female Outlaw", è infatti l'unica donna del gruppo) conosciuta da Tupac mentre stava girando un film.
Per gli studi della Death Row si aggirava anche Young Noble. Dopo qualche mese Noble si mise al microfono; il suo stile piacque a Tupac Shakur e venne incluso nel gruppo.
Nel giugno del 1996 venne pubblicata Hit'Em Up, un diss, nella quale Tupac Shakur critica Biggie, Puff Daddy, Mobb Deep, Chino XL, Lil' Kim, Junior M.A.F.I.A. e tutti quelli che supportavano la Bad Boy Records. Il video di quella canzone è il primo video degli Outlawz e alla fine appare una scritta che annuncia la prossima uscita dell'album d'esordio del gruppo intitolato Outlawz Immortalz (che però non uscirà mai).

### La scomparsa di Tupac e Yafeu
Il 7 settembre 1996, per ragioni ancora sconosciute, Tupac fu raggiunto da cinque colpi di pistola in alcuni punti del corpo nel corso di una sparatoria automobilistica a Las Vegas. Fu portato allo University Medical Center dove morì una settimana dopo. Suge Knight era alla guida dell'auto in cui si trovava Tupac, ma rimase miracolosamente illeso. E.D.I. e Kadafi invece si trovavano nella macchina dietro quella di Tupac: E.D.I. disse di non essere in grado di identificare l'assassino, Kadafi disse invece di poterlo fare. Kadafi e gli Outlawz tornarono però nel New Jersey prima che la polizia potesse contattarlo. Fatal si trovava già nel New Jersey da prima che morisse Tupac perché aveva un processo in corso, l'ultima volta che vide il suo mentore fu il 4 settembre agli MTV Music Awards. Il 5 novembre venne pubblicato The Don Killuminati: The 7Day Theory in cui Tupac Shakur utilizza l'alias Makaveli. La Death Row non diede i crediti agli Outlawz per essere nella canzone "Hail Mary" e li tolse dal video.
Il 10 novembre, è la volta di Yafeu Fula: dopo essere andato a trovare la sua ragazza, fu raggiunto da un colpo di pistola alla testa in un appartamento di Irvington, New Jersey. Fu portato allo University Hospital dove morì nel pomeriggio. Nel 2000 Napoleon dichiarerà alla rivista The Source che l'assassino fu suo cugino Roddy. Roddy infatti affermò che si trattò di un incidente e che il colpo era partito per errore; ovviamente Napoleon si schierò dalla parte del cugino, gli altri Outlawz no. Soprattutto Fatal era intenzionato a vendicarsi ma i suoi compagni di crew lo convinsero a non farlo. Bisogna dire che tutti gli Outlawz odiarono Roddy, tranne Napoleon perché Roddy fa comunque parte della sua famiglia e fu così che al funerale di Kadafi erano presenti tutti gli Outlawz tranne Napoleon perché la madre di Kadafi non lo volle vedere. Si è però ipotizzato anche che Fula fosse stato ammazzato perché avrebbe potuto identificare l'assassino di Tupac Shakur. Quest'ultimo caso dunque rimane tuttora irrisolto.

### Ritorno sulle scene e nascita della Outlaw Recordz
Gli Outlawz, eccetto Fatal, decisero di tornare in California e firmarono per la Death Row Records. Tra il 1997 e il 1999 non si sentì molto degli Outlawz (solo qualche collaborazione come quella con Yukmouth nel primo singolo del suo album d'esordio: "Still Ballin" dedicata a Tupac Shakur, dove gli Outlawz appaiono anche nel video). Nel 1997 Fatal firmò un contratto con la Relativity Records con la quale pubblicò il suo primo album intitolato In The Line Of Fire nel 1998.
Nel frattempo la Death Row e la Rap-A-Lot stavano cercando un accordo per far passare gli Outlawz alla Rap-A-Lot. Quando Fatal sentì questa notizia decise di passare anche lui alla Rap-A-Lot così da potersi riunire con gli Outlawz, che avevano già annunciato a The Source l'uscita del loro album Neva Surrenda. Per motivi sconosciuti gli Outlawz cambiarono idea e decisero di non passare alla Rap-A-Lot, Fatal decise invece di restare. Il 21 dicembre 1999 uscì Still I Rise, un album contenente 15 tracce inedite di Tupac Shakur e degli Outlawz registrate durante il periodo "Makaveli". L'album fu certificato doppio platino nonostante una richiesta da parte di Suge Knight, che chiese alla Interscope Records di non promuovere l'album perché gli Outlawz si rifiutarono di firmare per la Suge Publishing. Gli Outlawz avevano infatti vinto una causa da 4,5 milioni di dollari contro la Death Row per il fatto di non essere stati pagati e di essere stati ostacolati nella propria carriera in presenza di prospettive economiche vantaggiose.
Dopo queste esperienze fallimentari con le grandi etichette, nel 2000 gli Outlawz decisero di dar vita alla propria etichetta indipendente, la Outlaw Recordz. I primi a essere messi sotto contratto furono: Baby Girle, figlia della ragazza di Noble, Kamil, fratello minore di Napoleon, Dirty Bert e Lil'D. Grazie a Spice1 gli Outlawz ottennero una accordo di distribuzione con la Bayside Records e poterono così pubblicare il loro secondo album Ride wit Us or Collide wit Us che divenne l'album rap indipendente più venduto del 2000. L'anno seguente Napoleon fece un suo esordio cinematografico nel film "Thug Life" con Lady Of Rage e Willie D. Il rapper nativo di Harlem New Child, amico di Fatal, entrò anch'esso a far parte della famiglia degli Outlawz.
Il 6 novembre 2001 gli Outlawz pubblicarono Novakane, il loro terzo album, con la Koch Records e non con la BaySide che si rivelò troppo piccola per loro. L'album esordì alla posizione numero 100 di Billboard 200 e al terzo posto come album indipendente; il primo singolo fu "Worldwide", canzone nella quale appare anche Tupac Shakur. La traccia che chiude l'album si intitola "Loyalty" diretta a Fatal. Tra gli Outlawz e Fatal infatti era in corso una beef da quando quest'ultimo, mentre si trovava in prigione, rilasciò un'intervista ad HitEmUp.com, nella quale disse di avercela con gli Outlawz per diverse ragioni: innanzitutto per aver perdonato Roddy, l'assassino di Kadafi, in quanto secondo lui non si era trattato di un incidente; inoltre per il fatto di aver firmato con la Death Row anche se Tupac gli aveva detto di non farlo ed infine per non aver preso le difese di Tupac Shakur contro gli assalitori di Las Vegas.
Nel 2002 Fatal uscì di prigione e Young Noble andò subito a trovarlo in New Jersey e lo fece comparire nel DVD degli Outlawz "Worldwide" nella quale Hussein ammette di avere esagerato nell'intervista e che il fatto di stare in prigione gli ha fatto dire cose che non voleva dire. Nell'estate la Outlaw Recordz pubblicò anche gli album Blood Brothers di Kastro & E.D.I. e Noble Justice di Young Noble. Verso la fine del 2002, la Rap-A-Lot decise di pubblicare diverso materiale degli Outlaw Immortalz: l'album degli Outlawz Neva Surrenda, un album di Syke intitolato Big Syke e il tanto atteso secondo album di Fatal anche questo intitolato semplicemente Fatal (inizialmente l'album avrebbe dovuto chiamarsi "Death Before Dishonor").
Nell'aprile del 2003 arrivò a cielo sereno una notizia che nessuno si aspettava: Napoleon decise di lasciare gli Outlawz. I motivi di questa decisione non furono subito chiari, ma egli decise semplicemente di cominciare una carriera da solista. Pochi giorni dopo lasciò l'Outlaw Recordz anche Kamil, fratello di Napoleon, con la quale aveva anche pubblicato il suo album d'esordio Hell Raised Us.
Nel 2017 si sono sciolti.

## Formazione

### Componenti principali
- Tupac Shakur
- Yaki Kadafi (Yafeu Fula)
- Kastro (Katari Cox)
- E.D.I. Mean (Malcolm Greenridge)
- Hussein Fatal (Bruce Washington)
- Napoleon (Mutah Beale)
- Big Syke (Tyruss Himes)
- Komeni (Mopreme Shakur)
- Young Noble

### Componenti secondari
- Donna Hunter, detta Storm

## Discografia
Album studio
- 1999 - Still I Rise (con Tupac Shakur)
- 2000 - Ride wit Us or Collide wit Us
- 2001 - Novakane
- 2002 - Neva Surrenda
- 2005 - Outlaw 4 Life: 2005 A.P.
- 2008 - We Want In
- 2011 - Perfect Timing

Altri album
- 2006 - Can't Sell Dope Forever (con Dead Prez)
- 2006 - Ghetto Monopoly